# Arthur Maria Rabenalt
Arthur Maria Rabenalt (Vienna, 28 giugno 1905 – Kreuth, 26 febbraio 1993) è stato un regista austriaco.
Attivo sia nel cinema che a teatro, ha diretto più di 90 film tra il 1934 e il 1978, fra cui diverse coproduzioni italo-austriache.

## Biografia
Figlio dell'avvocato Arthur Rabenalt, iniziò la carriera artistica come regista teatrale già negli anni '20. In seguito si dedicò anche a messe in scene operistiche, e nel 1934 esordì al cinema dirigendo la commedia circense Pappi. 
Rimase legato al genere commedia sentimentale con un'unica eccezione: La mandragora (1952), un horror fantascientifico con Erich von Stroheim.

## Filmografia parziale

### Cinema
- Ein Kind, ein Hund, ein Vagabund (1934)
- Pappi (1934)
- Una diciassettenne (Eine Siebzehnjährige) (1934)
- Una donna tra due mondi - versione tedesca (1936)
- Milioni in corsa (Millionenerbschaft) (1937)
- Ho trovato l'amore (Liebelei und Liebe) (1938)
- La bella e la belva (Männer müssen so sein) (1939)
- I fuochi di San Giovanni (Johannisfeuer) (1939)
- Lillà bianco (Weißer Flieder) (1940)
- Spie! (Achtung! Feind hört mit!) (1940)
- Trapezio della morte (Die drei Codonas) (1940)
- Musica leggera (Leichte Muse) (1941)
- Il vincitore (...reitet für Deutschland) (1941)
- L'amazzone contesa (Zirkus Renz) (1943)
- Sola col mio peccato (Martina) (1949)
- Mezzanotte e 15, stanza 9 (0 Uhr 15, Zimmer 9) (1950)
- Senza veli (Wir tanzen auf dem Regenbogen), co-regia di Carmine Gallone (1952)
- La leggenda di Genoveffa (1952)
- La mandragora (Alraune) (1952)
- Il tenente dello zar (Der letzte Walzer) (1953)
- Lo zingaro barone (Der Zigeunerbaron) (1954)
- L'amore è una meravigliosa estasi (Zwischen Zeit und Ewigkeit) (1956)
- Quelle... (Für zwei Groschen Zärtlichkeit) (1957)
- Nuda fra le tigri (Geliebte Bestie) (1959)
- Vento di primavera, co-regia con Giulio Del Torre (1959)
- Accadde a Vienna (Das große Wunschkonzert) (1960)
- Aiuto! mi ama una vergine (Hilfe, mich liebt eine Jungfrau) (1970)
- Der Zigeunerbaron (1975)
- Caribia (1978)

### Televisione
- Das Land des Lächelns - film TV (1974)